# Rhaebo hypomelas
Espèce
Synonymes
- Bufo hypomelas Boulenger, 1913

Statut de conservation UICN

 LC  : Préoccupation mineure
Rhaebo hypomelas est une espèce d'amphibiens de la famille des Bufonidae.

## Répartition
Cette espèce est endémique de Colombie. Elle se rencontre dans les départements de Chocó, d'Antioquia, de Risaralda, de Valle del Cauca et de Cauca entre 680 et 1 600 m d'altitude sur le versant Ouest de la cordillère Occidentale

## Publication originale
- Boulenger, 1913 : On a collection of batrachians and reptiles made by Dr. H. G. F. Spurrell, F.Z.S., in the Choco, Colombia. Proceedings of the Zoological Society of London, vol. 1913, p. 1019-1038 (texte intégral).